# Stortjärnen (Dorotea socken, Lappland, 714059-150335)
Stortjärnen är en sjö i Dorotea kommun och Strömsunds kommun i Lappland och ingår i Ångermanälvens huvudavrinningsområde. Sjön har en area på 0,162 kvadratkilometer och ligger 419 meter över havet. Sjön avvattnas av vattendraget Djupån.

## Delavrinningsområde
Stortjärnen ingår i det delavrinningsområde (712879-151452) som SMHI kallar för Ovan Storbäcken. Medelhöjden är 413 meter över havet och ytan är 77,11 kvadratkilometer. Det finns inga avrinningsområden uppströms utan avrinningsområdet är högsta punkten. Djupån som avvattnar avrinningsområdet har biflödesordning 4, vilket innebär att vattnet flödar genom totalt 4 vattendrag innan det når havet efter 217 kilometer. Avrinningsområdet består mestadels av skog (71 procent) och sankmarker (18 procent). Avrinningsområdet har 0,43 kvadratkilometer vattenytor vilket ger det en sjöprocent på 0,6 procent.